# Margret Funke-Schmitt-Rink
Margret Funke-Schmitt-Rink (* 23. Januar 1946 in Recklinghausen als Margret Funke; † 11. März 1998 in Wiesbaden) war eine deutsche Politikerin (FDP).
Margret Funke besuchte von 1956 bis 1965 das Schiller-Gymnasium in Dortmund und absolvierte im Anschluss bis 1970 die Studiengänge Sozialwissenschaften, Geschichte und Germanistik in Freiburg, München und Münster. Im Jahr 1970 legte sie das Erste philologische Staatsexamen, drei Jahre später das Zweite ab. Von 1971 bis 1972 war sie Deutschassistentin in Genf. Von 1974 bis 1976 war sie wissenschaftliche Assistentin an der Pädagogischen Hochschule Heidelberg. Mit der Arbeit Curriculum-Modell des Sozialwissenschaftlich-Politischen Unterrichts wurde sie 1975 promoviert. Von 1976 bis 1990 arbeitete sie im Anschluss als Studienrätin am Dilthey-Gymnasium in Wiesbaden.
Funke trat 1978 der FDP bei, für die sie von 1985 bis 1986 Kreisvorsitzende in Wiesbaden war. Im Jahr 1985 wurde sie unter anderem Vorsitzende des hessischen Landesfachausschusses für Schule und Weiterbildung. Ab 1981 war sie Stadtverordnete in Wiesbaden und ab 1985 stellvertretende Stadtverordnetenvorsteherin. Bei der Landtagswahl in Hessen 1983 kandidierte sie im Wahlkreis Wiesbaden II, wo sie 6,9 % der Stimmen erhielt. In der zwölften Wahlperiode wurde sie über die Landesliste Hessen in den Deutschen Bundestag gewählt, dem sie für diese eine Wahlperiode bis 1994 angehörte. Dort war sie Mitglied im Ausschuss für Frauen und Jugend, im Ausschuss für Bildung und Wissenschaft, sowie stellvertretendes Mitglied des Sonderausschusses „Schutz des ungeborenen Lebens“.
Funke-Schmitt-Rink war verheiratet mit dem Ökonomen Gerhard Schmitt-Rink.